# (Аллил)тетракарбонилмарганец
(Аллил)тетракарбонилмарганец — карбонильный комплекс марганца состава Mn(C3H5)(CO)4.

## Получение
- Разложение (аллил)пентакарбонилмарганца при нагревании[1]:

{\displaystyle {\mathsf {Mn(C_{3}H_{5})(CO)_{5}\ {\xrightarrow {85^{o}C}}\ Mn(C_{3}H_{5})(CO)_{4}+CO\uparrow }}}

## Физические свойства
(Аллил)тетракарбонилмарганец образует бледно-жёлтые кристаллы, на воздухе медленно разлагается, растворяется в большинстве органических растворителей.